# Acetat
Axetat (bắt nguồn từ từ tiếng Pháp acétate /asetat/), còn được viết là a-xê-tát, là muối được hình thành từ sự kết hợp của axit axetic với một kiềm, kim loại nhóm Bo, hoặc base kim loại. "Axetat" cũng dùng để chỉ axit liên hợp hoặc ion (cụ thể là ion tích điện âm gọi là anion) thường được tìm thấy trong dung dịch nước và được viết với công thức hóa học C2H3O2−. Các phân tử trung hòa được hình thành bởi sự kết hợp của ion axetat và một ion dương (gọi là cation) cũng thường được gọi là "axetat" (chẳng hạn chì axetat, nhôm axetat, v.v...).Trường hợp đơn giản nhất là hydro axetat  (còn được gọi là axit axetic) với các muối tương ứng, este, và anion đa phân tử CH3CO2−, hoặc CH3COO−.
Hầu hết khoảng 5 tỷ kg axit axetic được sản xuất hàng năm trong ngành công nghiệp đều được sử dụng để sản xuất axetat, thường có dạng polyme. Trong tự nhiên, axetat là khối xây dựng phổ biến nhất cho sinh tổng hợp. Chẳng hạn, các axit béo được sản xuất bằng cách kết nối hai nguyên tử cacbon từ axetat thành axit béo đang phát triển.